# Valle dell’Adige

Die aufgelösten Bezirksgemeinschaften des Trentino mit der Bezirksgemeinschaft Valle dell’Adige (hellgrün)

Die Valle dell’Adige (deutsch Etschtal) war eine Bezirksgemeinschaft (italienisch Comunità comprensoriale oder Comprensorio) in der Autonomen Provinz Trient, in der die Landeshauptstadt Trient lag. Sie wurde im Zuge einer Gebietsreform 2006 aufgelöst.
Teile des früheren Bezirksgebietes sind anderen, den aus der Gebietsreform entstandenen Talgemeinschaften Valle dei Laghi, Paganella, Rotaliana-Königsberg und Cembratal zugeschlagen worden.
In Trient sowie den südwestlich von Trient liegenden Gemeinden Aldeno, Garniga Terme und Cimone, die keiner Talgemeinschaft zugeordnet wurden, werden die Funktionen der aufgelösten Bezirksgemeinschaft Valle dell’Adige von den vier Gemeinden in Form einer interkommunalen Verwaltungskooperation unter der Bezeichnung Territorio della Val d’Adige ausgeführt.
Der Bezirk erstreckte sich im Etschtal um das Kernland der Rotaliana-Ebene entlang der Etsch südlich von Salurn (Salurner Klause) bis an die  Murazzi, eine Engstelle südlich Trento zwischen Aldeno und Besenello, und von der Ostflanke des Brenta-Massivs in das Cembratal, den Unterlauf des Avisio bis südlich von Castello-Molina di Fiemme.